# Елџин (округ Ланкастер, Јужна Каролина)
Елџин (енгл. Elgin, Lancaster County) насељено је место без административног статуса у америчкој савезној држави Јужна Каролина.

## Демографија
По попису из 2010. године број становника је 2.607, што је 181 (7,5%) становника више него 2000. године.
| Група             | 2000.         | 2010.         |
| Белци             | 1.905 (78,5%) | 1.788 (68,6%) |
| Афроамериканци    | 483 (19,9%)   | 522 (20,0%)   |
| Азијати           | 5 (0,2%)      | 1 (0,0%)      |
| Хиспаноамериканци | 15 (0,6%)     | 271 (10,4%)   |
| Укупно            | 2.426         | 2.607         |